# Floyd County, Virginia
Floyd County är ett administrativt område i delstaten Virginia, USA, med 15 279 invånare. Den administrativa huvudorten (county seat) är Floyd.

## Geografi
Enligt United States Census Bureau har countyt en total area på 987 km². 987 km² av den arean är land och 0 km² är vatten.

### Angränsande countyn
- Franklin County - öst
- Patrick County - sydost
- Carroll County - sydväst
- Pulaski County - nordväst
- Montgomery County - nordväst
- Roanoke County - nord